# Тето Челаро (Торино)
Тето Челаро је насеље у Италији у округу Торино, региону Пијемонт.
Према процени из 2011. у насељу је живело 45 становника. Насеље се налази на надморској висини од 247 м.